# Catharina von Drigalski
Catharina von Drigalski (* 26. Oktober 2000 in Oberursel) ist eine deutsche Fußballspielerin. Sie ist seit dem 28. Januar 2025 Vertragsspielerin der Kickers Offenbach.

## Karriere
Drigalski begann in der Mädchenmannschaft des 1. FFC Frankfurt mit dem Fußballspielen und spielte zuletzt von 2015 bis 2017 in der Staffel Süd der B-Juniorinnen-Bundesliga. In dieser Spielklasse bestritt sie 22 Punktspiele, in denen ihr drei Tore gelangen. Noch als B-Juniorin kam sie für zweite Mannschaft in der Gruppe Süd der seinerzeit zweigleisigen 2. Bundesliga in fünf Punktspielen zum Einsatz. Ihr Debüt im Seniorinnenbereich gab sie am 19. März 2017 (14. Spieltag) im torlosen Auswärtsspiel gegen die zweite Mannschaft des FC Bayern München. An den Spieltagen 15, 16, 19 und 21 wurde sie ebenfalls eingesetzt. In der Saison 2017/18 gehörte sie dauerhaft dem Zweitligakader an. In elf Punktspielen gelang ihr auch ihr erstes und einziges Saisontor; beim 5:1-Sieg im Auswärtsspiel gegen den 1. FFC 08 Niederkirchen erzielte sie in der 77. Minute das Tor zum 4:1. In der Folgesaison, in der die Spielklasse eingleisig erfolgte, blieb sie ohne Torerfolg, bestritt mit 24 Punktspielen jedoch die meisten.
Mit Abitur-Abschluss an der im Frankfurter Stadtteil Schwanheim befindlichen Carl-von-Weinberg-Schule begab sie sich im Laufe des Jahres 2019 in die Vereinigten Staaten an die Stony Brook University auf Long Island im Bundesstaat New York zwecks Aufnahme eines Studiums mit Schwerpunkt Betriebswirtschaftslehre und Psychologie. Während ihrer Studienzeit von 2019 bis 2023 kam sie auch für das Sport-Team der Bildungseinrichtung, die Seawolves, in 84 Meisterschaftsspielen in der Colonial Athletic Association zum Einsatz, in denen sie drei Tore erzielte.
Noch als Doktorand in den Vereinigten Staaten unterzeichnete sie am 8. Juli 2024 ihren ersten Profivertrag mit dem österreichischen Erstligisten SPG FC Lustenau/FC Dornbirn. Bereits zum Saisonstart am 15. August 2024 kam sie zu ihrem Pflichtspieldebüt, das mit dem 1:0-Sieg im Bundesligaheimspiel gegen den Linzer ASK glückte.
Seit dem 28. Januar 2025 spielt sie für Kickers Offenbach.

## Familie
Catharina von Drigalski entstammte der früher in Ostpreußen begüterten Familie von Drigalski, die 1505 unter anderem den namensgebenden Stammsitz Drygały erwarb.